# 山本俊輔
山本 俊輔（やまもと しゅんすけ、1975年9月19日 - ）は、日本の映画監督、脚本家、小説家、ノンフィクション作家、著作家。日本映画監督協会会員。

## 来歴
東京都杉並区荻窪生まれ。藤子不二雄作品に熱中した幼少期を経て、テレビ放映の映画をきっかけに映画の世界へのめり込んでいく。
立教大学に入学し、インターカレッジ・サークルで早稲田大学映画研究会に入部。8mmフィルムカメラでの自主制作映画撮影が映画創作の原点となる。この頃、精力的に名画座を巡り、塚本晋也の講座に参加した。
1998年、TVコマーシャル制作会社の企画・制作スタッフとしてキャリアをスタート。
フリーになってからは単館公開用インディーズ映画・オリジナルビデオ映画などの助監督として活動。16ミリ長編監督作『殺し屋たちの挽歌』（2003年）が、米・ロードアイランド国際ホラー映画祭で観客賞を受賞。『るろうに剣心』シリーズの谷垣健治がアクション演出を手掛けた『カクトウ便/そして、世界の終わり』（2007年）で劇場公開デビュー。
松坂桃李、井上正大、真野恵里菜らが出演した携帯電話専用放送局BeeTVの配信ドラマ『デス・ゲーム・パーク』（2010年）では、脚本を担当し、自ら執筆した小説版もヒットさせた。
その他の作品に、氣志團・綾小路翔プロデュースドラマ『木更津グラフィティ』の脚本、小説『絶望中学』『復讐遊戯／Furies』など。
2012年、自身が代表を務める株式会社ショットガンフィルムを設立。映画・映像制作、イベント・ワークショップのプロデュース、執筆・出版を手掛けている。
近年は映画と共に企業系映像やコマーシャルなどを担当する傍ら、ノンフィクションや雑誌・ムックなどでライターとしても活動中。中でも、映画に関するノンフィクション書籍は、国立映画アーカイブや早稲田大学演劇博物館の図書室にも所蔵されている。
特技は英会話。趣味は競馬、パチスロ、麻雀。座右の銘は「そのうちなんとかなるだろう」である。

## フィルモグラフィ

#### 長編映画
- 『殺し屋たちの挽歌』（2003年・SHOTGUNFILM）※自主制作映画　ロードアイランド国際ホラー映画祭観客賞、富川国際ファンタスティック映画祭正式出品
- 『カクトウ便／そして、世界の終わり』（2007年・クレイ・ハピネット・キティライツ＆エンターテインメント・アデンディス）監督・脚本
- 『女神戦隊ヴィーナスファイブ』（2009年・エムズワールド）監督・脚本
- 『ハメドリファッカー』（2013年）監督・出演
- 『愛に渇く -thirst for love-』（2015年・『愛に渇く』製作委員会）監督・脚本
- 『フリークスの雨傘』（2024年・『フリークスの雨傘』製作委員会）監督・プロデューサー　丹波国際映画祭 最優秀女優賞[6]
- 『ハメドリファッカーSASA』（2025年・SHOTGUNFILM）プロデューサー・監督・脚本・構成

#### 短編映画
- 『窓女』（2004年）監督・脚本・撮影・照明・編集 ※自主制作映画 　東京国際ファンタスティック映画祭2004 デジタルショートアワード600秒入選
- 『マタニティ・ブルー』（2006年・SHOTGUNFILM）※自主制作映画　ゆうばり国際ファンタスティック映画祭オフシアター・コンペティション正式出品
- 『MADDOG VIRUS』（2009年・ベンテンエンタテインメント）監督・編集
- 『セクシャル・ウォーリアー／破戒尼僧YUKI』（2010年・SHOTGUNFILM）監督・脚本
- 『Be with Me』（2011年・SHOTGUNFILM）監督・編集
- 『怒るひと』（2012年・PASSWORD・クリエイティブメディア出版ほか）監督・撮影・編集
- 『SAD CHAIN～探偵は夜に蠢く～』（2022年・TKSplus）監督・脚本・編集
- 『毒蝮寅子が行く！冒険篇』（2024年・SHOTGUNFILM）監督・撮影・編集

#### 縦型ショートフィルム
- 『ジ★ゴ★ロ』（2025年・きゃんぱすFILM）主演・喜矢武豊（ゴールデンボンバー）[7]

#### コマーシャル
- 『 アランダ・アスタキサンチン＆デトックス』（2006年）主演・赤井英和
- 『JAL 120秒CM ＜今すぐ逢いにゆくから＞編』（2018年）主演・大野いと[8]

## 脚本
- 『クールガールズ』（2009・B, INC）
- 『デス・ゲーム・パーク』（2010年・エイベックス、TBS）
- 『木更津グラフィティVol.1～4』（2010年・エイベックス）

## 著書
- 『デス・ゲーム・パーク』（2010年、アース・スター エンターテイメント）
- 『絶望中学』（2011年、アース・スター エンターテイメント）
- 『テイクファイブ 1 名画と愛と大泥棒』（2013年、アース・スター エンターテイメント）
- 『テイクファイブ 2 名画と愛と大泥棒』（2013年、アース・スター エンターテイメント）
- 『脱獄学園島 ハイスクール・プリズナー』（2013年、TOブックス）
- 『リターン』（2014年、アース・スター エンターテイメント）原田眞人との共著
- 『デス・ゲーム・ウォーズ』（2014年、TOブックス）
- 『NOBODY～名もないヤツラの物語～』（2016年、ブリジットブックス）
- 『復讐遊戯／Furies』（2018年、徳間書店）
- 『NTV火曜9時 アクションドラマの世界 「大都会」から「プロハンター」まで』（2015年、DU BOOKS）佐藤洋笑との共著
- 『映画監督 村川透 和製ハードボイルドを作った男』（2016年、DU BOOKS）佐藤洋笑との共著
- 『セントラル・アーツ読本』（2017年、洋泉社）※佐藤洋笑、映画秘宝編集部との共著
- 『キャメラを抱いて走れ！ 撮影監督:仙元誠三』（2022年、国書刊行会）仙元誠三、佐藤洋笑との共著
- 『永遠なる「傷だらけの天使」』（2024年、集英社）佐藤洋笑との共著

## 出演

### テレビ
- 『BOOKSTAND.TV』BS12 2024年10月15日

### ラジオ
- 『たまむすび』 TBSラジオ 2015年7月24日
- 『土曜朝イチエンタ。堀尾正明+PLUS!』 TBSラジオ 
  - 2015年8月1日
  - 2016年1月30日

- 『PONG!BANG!RADIO』FMいちのみや
  - 2023年3月30日、4月6日・13日・27日
  - 2024年2月22日、8月1日・8日
- 『杉作J太郎のファニーナイト』南海放送
  - 2022年6月22日・25日・29日
  - 2024年5月16日
- 『金曜ワイドラジオTOKYO「えんがわ」』TBSラジオ 2024年4月19日[9]
- 『おはようキャッチ！』FMひがしくるめ 2024年5月16日・8月1日

### 配信
- 『杉作J太郎サミット グッドバイ2022 ニューイヤー2023 自由律俳句GP』南海放送 2022年12月22日[10]
- テレビドラマ大百科シリーズ・なんかいオンデマンド
  - 『vol.2』 2024年5月17日[11]
  - 『vol.3』2024年5月31日[12]
  - 『vol.5』2024年7月12日[13]
  - 『vol.6』2024年8月2日[14]
  - 『vol.7』2024年8月23日[15]
- 『第601回 朝6読書会 『永遠なる「傷だらけの天使」』』Zoom配信 2024年9月4日[16]

### イベント
- 『NTV火曜9時 The Movie 70年代傑作アクションTV映画の源流とその後』 ラピュタ阿佐ヶ谷 2015年8月1日、14日、15日、9月5日、25日、10月3日、9日[17]
- 『真夏のBLUE FILM上映会』池ノ上・シネマボカン 2015年8月8日[18]
- 『志賀勝・片桐竜次トークライブ　役者稼業数十年～『仁義なき戦い』から『相棒』まで』野方区民ホール 2016年5月27日
- 『『セントラル・アーツ読本』刊行記念、「俺たちの映画」祭』LOFT9 Shibuya 2018年2月22日[19]
- 『高瀬将嗣トークライブ・『あぶない刑事』『ビー・バップ・ハイスクール』～にっぽんのアクションを語る!』池ノ上・シネマボカン2018年3月24日[20]
- 『内藤誠＋瀬戸恒雄トークセッション／忘れ時の東映スターたち～そして『不良番長』＆『マッドポリス』！』池ノ上・シネマボカン2020年8月15日[21]
- 『田崎竜太監督トークライブ・平成仮面ライダー、スーパー戦隊シリーズ、そして『科捜研の女』を語る！』池ノ上・シネマボカン 2020年11月28日[22]
- 『『あぶない刑事』成田裕介監督トークライブ・松田優作、舘ひろし、柴田恭兵＆伝説の刑事ドラマを語る！』中野シアターかざあな2021年2月13日[23]
- 『R-18 BIZARRE MOVIE SCREENING PARTY』池ノ上・シネマボカン 2022年2月27日[24]
- 『脚本家・丸山昇一さんと一緒に、「仙元誠三の映画」を語ろう！』光塾COMMON CONTACT並木町 2022年3月26日[25]
- 『大川俊道トークライブ『あぶない刑事』『ベイシティ刑事』『クライムハンター』を語る！』光塾COMMON CONTACT並木町 2022年6月18日[26]
- 『ビーバップ忘年会2022!!』池ノ上・シネマボカン 2022年12月17日[27]
- 『SHOTGUNFILM SHORTFILM SHOWCASE＜SSS＞ショートフィルム上映会』光塾COMMON CONTACT並木町 2023年4月8日、9日[28]
- 『柳島克己トークライブ／仙元誠三と北野武の現場を語る！』光塾COMMON CONTACT並木町 2023年5月3日[29]
- 『浜田毅トークライブ／仙元誠三、『あぶない刑事』、そして北野武監督最新作『首』を語る！』VILLENT新宿202会議室 2023年12月2日[30]
- 『アジア三大ファンタスティック映画祭上映作品特集』光塾COMMON CONTACT並木町 2023年5月3日、4日[31]
- 『永遠なる「傷だらけの天使」』刊行記念トークイベント 山本俊輔＆佐藤洋笑×小堺一機』書泉グランデ 2024年6月1日
- 『永遠なる「傷だらけの天使」』刊行記念トークイベント ～いまこそ語りたい「傷だらけの天使」～ 山本俊輔＆佐藤洋笑＆竹中直人』ロフトプラスワン 2024年6月11日[32]
- 『高瀬道場・瀬木一将＋森聖二トークライブ／『あぶない刑事』、『ビー・バップ・ハイスクール』、日本のアクション映画＆ドラマを語ろう！』阿佐ヶ谷アルシェ 2024年6月29日[33]
- 『＜松田優作 生誕75年／没後35年記念＞殺陣師・二家本辰己が語る、優作と昭和の熱き撮影現場たち』 光塾COMMON CONTACT並木町 2024年11月21日[34]
- 『〈狂犬暴走〉生誕80年 渡瀬恒彦の役者稼業』トークイベント ラピュタ阿佐ヶ谷 2024年11月24日、30日、12月1日、15日、16日、27日、29日[35]
- 石山雄大トークライブ／個性派バイプレーヤーが語る熱き昭和の映画と名作刑事ドラマたち シネマハウス大塚 2025年2月1日[36]